# Noordse winterjuffer
De noordse winterjuffer (Sympecma paedisca) is een juffer (Zygoptera) uit de familie van de pantserjuffers (Lestidae).
De wetenschappelijke naam van de soort werd in 1882 als Sympycna paedisca gepubliceerd door Friedrich Moritz Brauer.

## Kenmerken
De noordse winterjuffer is tussen de 36 en 39 millimeter lang. Het lichaam is lichtbruin tot oranjebruin van kleur, met donkere bronskleurige tekening op de achterlijfsrug en het borststuk. Bij jonge exemplaren gaat dit gepaard met een groene glans. De donkere strepen op de borststukrug hebben een uitstulping aan de zijkant. De donkere strepen op de zijkant van het borststuk (onder de schoudernaad) zijn relatief smal.
De donkere figuurtjes op het achterlijf zijn torpedovormig. In het voorjaar zijn de noordse winterjuffers vaak veel donkerder gekleurd waardoor ze effen donkerbruin van kleur lijken. De ogen hebben dan vaak een blauwe berijping. De pterostigma's zijn lang en bruin, en in de voorvleugels staan deze dichter bij de top dan in de achtervleugels. In rust worden de vleugels alle vier boven het lichaam samengehouden. 

## Vliegtijd en gedrag
De voorjaarsgeneratie is vooral actief van eind maart tot eind mei, met een piek van eind april tot half mei. Op zonnige dagen kunnen actieve imago's echter nog vroeger in het voorjaar worden waargenomen, of zelfs in de winter. De najaarsgeneratie vliegt van eind juli tot in november, met een piek van half augustus tot en met begin oktober. In juni en de eerste helft van juli zijn waarnemingen schaars. 
Imago's rusten vaak op houtige of verdorde plantenstengels en drukken zich hier in de lengterichting tegenaan. Hierdoor vallen ze nauwelijks op, totdat ze verder vliegen. De voorjaarsgeneratie plant zich voort en is dan hoofdzakelijk aan de waterkant en aangrenzend rietland aan te treffen. Eieren worden doorgaans in tandem afgezet in drijvend plantenmateriaal. Meestal zijn dit dode stengels en bladeren van lisdodde of riet.
De najaarsgeneratie heeft na het uitsluipen geen binding meer met het water en kan ver van de voortplantingshabitat worden aangetroffen. Imago's zijn dan meestal jagend of rustend aan te treffen op beschutte plaatsen, bijvoorbeeld in bosranden en op heidevelden. Voor de overwintering zoeken ze beschutte plekjes op in bijvoorbeeld heidestruiken en pijpenstrootjepollen, meestal in de beschutting van bos.
De bruine winterjuffer (Sympecma fusca) en de noordse winterjuffer zijn enige Europese libellen die als imago overwinteren. De imago's kunnen daardoor uitzonderlijk oud worden, tot wel tien maanden. In het vroege voorjaar vindt de voortplanting plaats en worden de eitjes afgezet. Vervolgens ontwikkelen de larven zich binnen drie maanden tot imago’s, die in de nazomer verschijnen. Wanneer het kouder wordt begint de overwintering.

## Habitat
De voortplantingshabitat van de noordse winterjuffer bestaat uit petgaten en sloten in laagveenmoerassen, meestal met lisdodde en riet. Daarnaast plant de soort zich ook voor in gebieden met plassen die gekenmerkt worden door brede rietkraag of andere laagveenachtige vegetatie. De overwinteringshabitat bestaat uit beschutte plaatsen in heidevelden, velden van pijpenstrootje, halfopen (moeras)bossen met ondergroei van pijpenstrootje.